# Jina Mahsa Amini

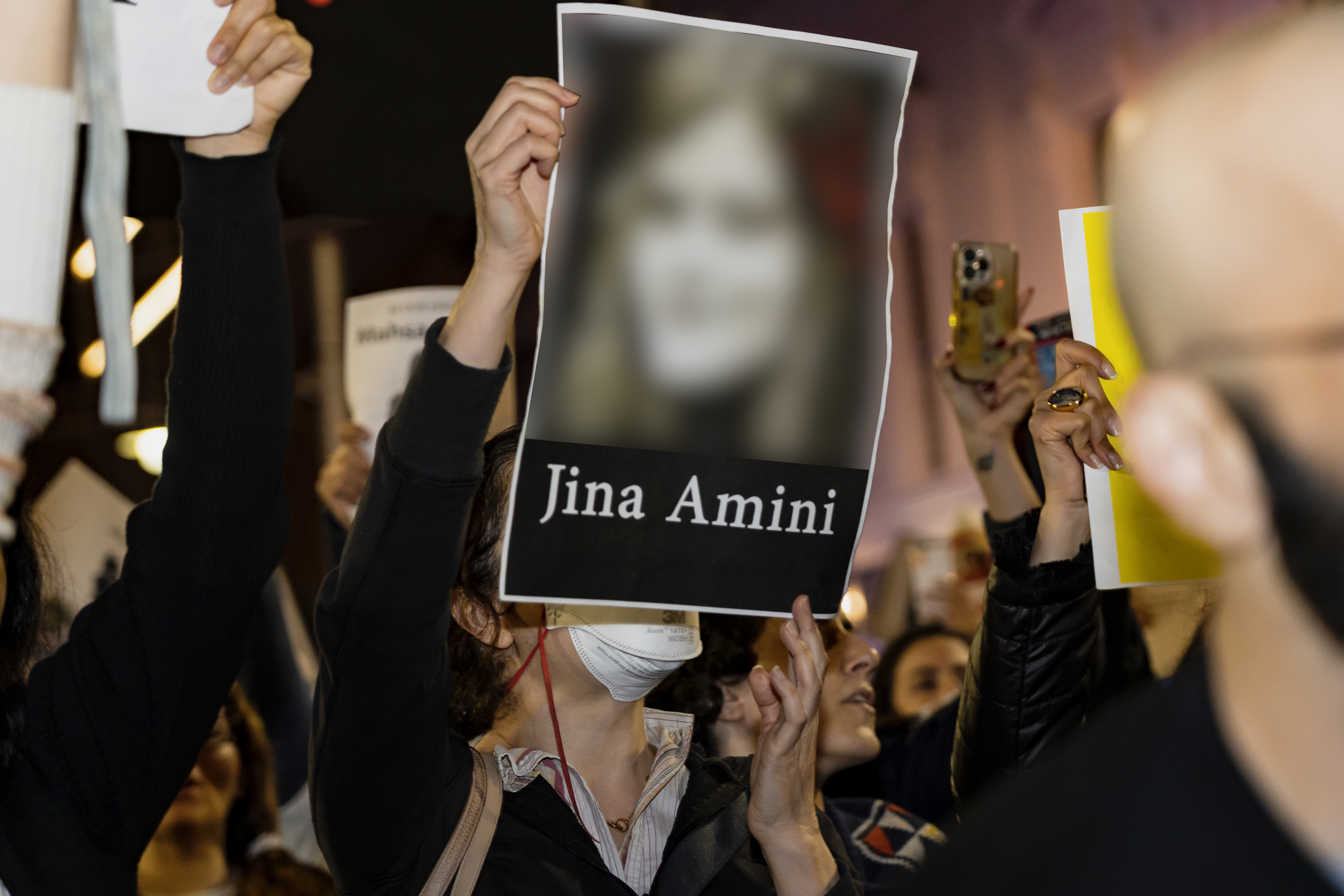
Plakat mit Porträt von Jina Amini bei einer Solidaritätsdemonstration in Melbourne am 29. September 2022

Jina oder Zhina Mahsa Amini (persisch ژینا مهسا امینی, DMG Žīnā Mahsā Amīnī, kurdisch ژینا مەهسا ئەمینی DMG Jîna Mehsa Emînî; geboren am 21. September 1999 in Saqqez, Provinz Kurdistan; gestorben am 16. September 2022 in Teheran) war eine kurdische Iranerin, die infolge ihres gewaltsamen Todes weltweit bekannt wurde. Sie war wegen eines angeblichen Verstoßes gegen das staatliche Hidschāb-Gesetz von der iranischen Sittenpolizei (Gascht-e Erschad) festgenommen, geschlagen und dabei wahrscheinlich tödlich verletzt worden. Die Nachricht davon löste die bisher schwersten und am längsten andauernden Proteste gegen das iranische Regime seit der Islamischen Revolution im Jahr 1979 aus.

## Leben
Jina Amini wurde am 21. September 1999 in der Großstadt Saqqez (Provinz Kurdistan) geboren. Sie war das zweite Kind kurdischer Eltern, gefolgt von ihrem jüngeren Bruder Kiarash (auch genannt Ashkan). Ihr älterer Bruder Armin starb, bevor er zehn Jahre alt wurde. Ihr Vorname Jina bedeutet „Leben“ und hat eine gemeinsame Wortwurzel mit den kurdischen Worten für „Frau“ (Jin) und „Leben“ (Jiyan). Daran knüpft die ursprünglich kurdische, dann gesamtiranische Demonstrationsparole Frau, Leben, Freiheit (kurdisch Jin, Jiyan, Azadî) an. Staatliche Behörden im Iran unterdrücken die Kurden und zwingen sie, ihren Kindern nichtkurdische Namen zu geben, um ihre ethnische Zugehörigkeit zu verdecken. Daher mussten Jinas Eltern in staatliche Dokumente den persischen Vornamen Mahsa eintragen lassen. Sie benutzte diesen Vornamen nie. Angehörige, Freunde und Bekannte nannten sie immer Jina. Erst in Interviews nach ihrem Tod verwendeten manche auch den inzwischen verbreiteten Vornamen Mahsa.
Ihre Eltern Amjad Amini, ein pensionierter Versicherungskaufmann, und seine Frau Mozhgan Eftekhari bewohnten ein eigenes Haus in Shahrak Daneshgah, einem Mittelklassebezirk von Saqqez. Ihr Großvater Rahman Aili gab Jina den kurdischen Kosenamen Shne („Brise“), da sie immer ruhig, sanft und friedlich gewesen sei. Als sie acht Jahre alt war, entfernten Ärzte einen gutartigen Tumor aus Jinas Gehirn. Laut ihren Angehörigen hatte sie seither keine Gesundheitsprobleme mehr. Als Schülerin sei sie beliebt und ein „lernhungriger Bücherwurm“ gewesen, habe den Großvater oft nach dem Islam gefragt und den Koran geehrt.
Nach ihrer Schulzeit wollte sie Biologie studieren und bewarb sich an mehreren Universitäten, blieb aber zuhause wohnen. Dort bereitete sie sich intensiv auf die Aufnahmeprüfung vor und las dazu viele Lehrbücher. Während der Wartefrist im Sommer 2022 schenkte ihr Vater ihr ein kleines Modegeschäft in einem Einkaufszentrum der Innenstadt. Obwohl sie schon länger einen Führerschein hatte, fuhren ihr Vater oder ihr Bruder sie täglich dorthin. Sie nannte ihr Geschäft „Beste Boutique“, zeigte regelmäßig mit Videos auf Instagram ihre Modekollektion und bewarb diese als „neue Stile in außergewöhnlicher Qualität“. Darunter waren Jeans, Blusen mit blumigen Halskragen, Schals, vorschriftsmäßige farbige Schleier und Kopftücher sowie glitzernde, bedruckte T-Shirts, die wegen der Kleidervorschriften im Iran nur verdeckt getragen werden konnten. Ihre Tante Aliya Aili war als 18-Jährige in den 1990er Jahren nach Norwegen gezogen und besuchte die Familie Amini erstmals wieder im Juli 2022 für fünf Wochen. Jina Amini zeigte ihr die Boutique und erklärte ihr wiederholt die Kleidervorschriften, kannte diese also genau. Laut ihren Verwandten bedeckte sie stets ihr Haar, selbst zuhause, wo es nicht nötig war. Sie sei nie unbegleitet irgendwo ausgegangen, sondern habe nach der Arbeit Verwandte besucht oder sei zuhause geblieben. Verwandte beschrieben sie als scheu, freundlich, hilfsbereit gegenüber Gästen, immer lächelnd, voller Begeisterung und Energie. Sie erstrebte ein unabhängiges Leben nach eigenen Entscheidungen und war wie viele Iranerinnen unglücklich über den staatlichen Hidschab-Zwang, aber keine politische Aktivistin. Neben Mode liebte sie Musik, Tanz, Reisen, Kunst und Literatur.
In einer Kurzbiografie für ihr Instagramkonto stellte sich Jina Amini als „kurdisches Mädchen“ vor und postete Porträtfotografien von sich mit Kopftuch und sorgfältigem Makeup. Viele ihrer Videos zeigen sie singend, tanzend und lachend. In einem Clip sang sie ein Lied der Sängerin Googoosh mit, deren Auftritte das iranische Regime 1979 verboten hatte und deren Songs für Iraner im Internet erst ab dem Jahr 2000 wieder zu hören waren. Ihrer Tante aus Norwegen sagte sie mehrfach, sie wolle nach Abschluss ihres Studiums den Iran verlassen. Ihre Mutter bestätigte das: Jina werde ganz sicher nicht im Iran heiraten, sondern eines Tages ins Ausland ziehen.
Für den Semesterbeginn am 23. September 2022 erhielt Jina Amini einen Studienplatz in der Großstadt Urmia, 220 Kilometer von Saqqez entfernt. Um sich einzuschreiben, reiste sie etwa zwei Wochen davor mit ihrer Mutter und ihrem Bruder dorthin. Sie sollte das Zimmer einer dort ansässigen Cousine beziehen und bei deren Familie leben. Ihr Vater und ihr Bruder wollten ihre Boutique in Saqqez für sie fortführen. Nach der Einschreibung reisten die drei weiter nach Tschalus am Kaspischen Meer, um dort den Rest der Ferien zu verbringen. Dann reiste die Familie weiter nach Teheran, um dort weitere Verwandte zu besuchen und die Stadt zu besichtigen. Am 13. September 2022 nachmittags waren Jina Amini, ihr Bruder und zwei Cousins in der Innenstadt unterwegs zur Tabiat-Brücke, einer Touristenattraktion Teherans. Auf einem der letzten Fotos von Jina, aufgenommen in der U-Bahn kurz vor ihrer Festnahme, trug sie einen langen schwarzweißen Umhang und ein schwarzes Kopftuch, aus dem nur ein paar Haarsträhnen hervorstanden.

## Todesumstände
Am 13. September 2022 zwischen 18:00 und 18:30 Uhr stiegen Jina Amini und ihre drei Begleiter an der U-Bahn-Station Shahid Haqqani nahe der Tabiat-Brücke aus der U-Bahn aus. Die Sittenpolizei hielt sie an, angeblich wegen „unislamischer Kleidung“. Nach Aussage eines Cousins versuchte Jina, ihre Festnahme zu vermeiden, wurde aber mit Gewalt in einen Polizeiwagen gedrängt. Die Polizei nahm nur sie mit zur zentralen Vozava-Polizeistation. Ihrem protestierenden Bruder sagte man, Jina werde eine „Erziehungs- und Orientierungs-Lektion“ erhalten und nach einer Stunde freigelassen.
Ihr Cousin Erfan Mortezaei bezeugte in einem Telefoninterview, sofort nach Bemerken der Gruppe habe die Polizei entschieden, dass Jinas Hidschab nicht korrekt gesessen habe. Ihr Bruder habe erklärt, sie seien Fremde in Teheran, und gebeten, sie nicht mitzunehmen. Daraufhin habe ein Polizist ihm Pfefferspray ins Gesicht gesprüht und seine Schwester in den Polizeibus gezwungen.
Ihre Begleiter folgten dem Bus zur Polizeiwache und warteten dort zwei Stunden lang. Nach ihren Angaben hörten sie und andere beim Warten Schreie aus der Wache. Viele Frauen, die das Gebäude verließen, erklärten: „Die haben da drin jemanden umgebracht.“ Nach anderen Angaben sagten sie: „Sie haben sie [Jina Amini] getötet.“
Später freigegebene Überwachungsvideos zeigen, wie Jina Amini mit anderen Frauen aus einem Polizeibus stieg und die Stufen zur Polizeiwache hinaufgeführt wurde. Dort saß sie eine Weile in einem Warteraum, stand dann auf, sprach eine Polizistin an und zeigte ihr ihren langen Umhang. Um 7:56 Uhr legte sie ihre Hände auf ihren Kopf, streckte sich kurz und brach dann zusammen.
Nach ihrem Kollaps kam ein Krankenwagen und brachte sie in das Kasra-Krankenhaus in Teheran. Laut ihrem Cousin brauchte der Krankenwagen 30 Minuten bis zur Polizeiwache und nochmals anderthalb Stunden bis zum Krankenhaus. Nach einem Krankenhausbericht erlitt Amini ein Schädel-Hirn-Trauma und war schon bei der Ankunft medizinisch tot. Sie lag noch zweieinhalb Tage lang im Koma, bis sie am 16. September 2022 offiziell für tot erklärt wurde.
Mehrere Zeugenberichte und Dokumente legen Gewalt als Todesursache nahe. Eine Mitgefangene beschrieb die Vorgänge im Polizeibus: Mehrere Frauen, auch Amini, hätten unterwegs gegen ihre Festnahme protestiert. Die Polizisten hätten sie mit Schlägen zum Schweigen zu bringen versucht. Amini habe sich danach sehr schlecht gefühlt. Dies hätten weitere Zeugen in der Polizeiwache bemerkt und die Polizisten vergeblich um Hilfe für sie gebeten. Weil sich niemand darum kümmerte, hätten sie geschrien, worauf die Polizisten sie mit Knüppeln und Pfefferspray angegriffen hätten. Amini sei dabei erneut geschlagen worden und habe dann das Bewusstsein verloren. Einige Beamte hätten sie wiederzubeleben versucht, andere hätten alle Handys der Häftlinge eingesammelt, damit sie den Vorgang nicht aufzeichnen konnten. Erst nach langem Warten sei ein Krankenwagen gekommen und habe Amini abtransportiert. Ihr Bruder Kiarash bestätigte, er habe Schreie von innen gehört und die Polizisten gefragt, was da vorgehe. Sie hätten nicht geantwortet, sondern die Angehörigen erneut mit Pfefferspray und Knüppeln angegriffen. Als der Krankenwagen kam, habe man sie belogen und behauptet, ein verletzter Beamter müsse ins Krankenhaus. Erst andere Häftlinge hätten ihm bestätigt, die abtransportierte Person sei seine Schwester. Das Kasra-Krankenhaus habe den Angehörigen dann gesagt, sie liege im Koma und werde vielleicht nie mehr aufwachen.
Ein im selben Polizeibus abtransportierter Mithäftling bestätigte die Proteste im Bus und die Schläge, die Jina Amini dort erhalten hatte. Sie sei zwar danach noch bei Bewusstsein, aber sehr desorientiert gewesen. Ein weiterer Mitgefangener berichtete der Familie, während der Busfahrt zur Polizeiwache habe man Jina gequält und beleidigt. Laut einem Zeugen teilte Jina ihm in der Polizeiwache mit, Polizisten hätten sie im Polizeibus auf den Kopf geschlagen. Ein Foto zeigt die bewusstlose Jina Amini im Krankenhausbett mit Blut in ihrem rechten Ohr. Bilder einer Computertomografie von ihrem Kopf, aufgenommen im Kasra-Krankenhaus nach ihrem Tod, zeigen laut Fachärzten einen Bruch der rechten Schädelseite, durch den Blut in die rechte Hirnhälfte laufen konnte. Ihre Eltern, die noch vor ihrem Tod ins Krankenhaus gekommen waren, und alle befragten Angehörigen sind daher überzeugt, dass sie gewaltsam getötet wurde.

## Folgen

### Erstberichte
Am 15. September 2022 informierten Jina Aminis Angehörige kurdisch-iranische Menschenrechtsaktivisten von ihrem Koma nach Schlägen in ihrer Haft. Die exiliranischen Nachrichtenagenturen IranWire, Iran International und Hengaw sowie die Agence France-Presse (AFP) berichteten darüber. Einige ausländische Printmedien griffen den AFP-Bericht auf. Noch am selben Tag dementierte die Familie Gerüchte im Internet, dass Jina bereits gestorben sei.
Später am 15. September 2022 stellte das Krankenhaus Jina Aminis „Hirntod“ fest. Daraufhin bezeugten ihre Angehörigen gegenüber kurdisch-iranischen Medien, Jina sei gesund gewesen und habe keine Vorerkrankung gehabt. Die Sittenpolizei habe sie mutmaßlich misshandelt. Die kurdische Webseite Kurdpa veröffentlichte dazu ein Foto der bewusstlosen Jina Amini im Krankenhausbett. Daraufhin besetzten Regimeagenten und Polizei das Krankenhaus, verboten den Angehörigen alle Fotografien und Interviews und brachten über das Staatsmedium Fars News falsche und widersprüchliche Angaben zu Aminis Todesursachen in Umlauf. Ein Polizeibericht behauptete, man habe sie sofort ins Krankenhaus gebracht; dort sei ihre Herzschwäche festgestellt worden. Nach anderen Versionen erlitt sie auf der Wache einen Herzinfarkt, nach weiteren zugleich einen Schlaganfall. Die Polizei besitze alle Beweise und werde diese bekannt geben.
Am 16. September 2022 veröffentlichten iranische Staatsmedien ein Überwachungsvideo der Vozava-Polizeiwache ohne Zeitstempel. Es zeigte den Kollaps von Jina Amini, nicht jedoch, was ihm vorausging. Aufnahmen von den Vorgängen im Polizeibus gab die Polizei nicht frei. Auf das Video stützten Irans Behörden ihre Behauptung, Amini sei an multiplem Organversagen gestorben, ausgelöst durch Sauerstoffmangel im Gehirn als Folge einer Vorerkrankung. Damit spielten sie auf ihre frühere Tumoroperation an.
Am selben Tag sprach Niloofar Hamedi, Journalistin der reformorientierten Tageszeitung Shargh, am Kasra-Krankenhaus mit Jina Aminis Eltern, fotografierte sie, als sie einander umarmten, und lud das Foto auf Twitter hoch. Ihr Tweet gilt als Auslöser der folgenden Protestwelle im Iran. Nur Stunden später wurde Jina Amini für tot erklärt.
Von da an erschienen ausführliche Medienberichte über Jina Aminis Reise nach Teheran, ihre gewaltsame Festnahme wegen angeblicher Verstöße gegen Hidschabregeln, die „Erziehungslektion“ der Sittenpolizei und die Zeugenaussagen zu den Schlägen in Haft. Jina Aminis Tod wurde nun international beachtet und als Folge der Regierungskampagne gegen Frauenrechte im Iran wahrgenommen. Irans Präsident Ebrahim Raisi hatte am 12. Juli 2022 einen nationalen „Hidschab- und Keuschheitstag“ erklärt und am 15. August 2022 angeordnet, die seit 1979 geltenden Kleidungsvorschriften für Frauen strenger durchzusetzen und öffentliche Verstöße dagegen härter zu bestrafen. Seitdem wurden landesweit viele iranische Frauen verhaftet, einige auch gefoltert und zu öffentlichen Entschuldigungen gezwungen.
Am 20. September 2022 wurde Niloofar Hamedi verhaftet, am 7. Oktober 2022 auch ihre Kollegin Elaheh Mohammadi. Sie hatte für ihre Tageszeitung Ham-Mihan über Jina Aminis Bestattung in Saqqez berichtet. Beide Journalistinnen arbeiteten für staatlich erlaubte Zeitungen und hatten ihre Berichte in deren Auftrag und unabhängig von den Protesten erstellt. Sie wurden dann aber ohne Anklagegründe ins Teheraner Evin-Gefängnis gebracht und später als angebliche Spione und Landesverräter beschuldigt. Damit droht ihnen im Iran die Todesstrafe.

### Proteste

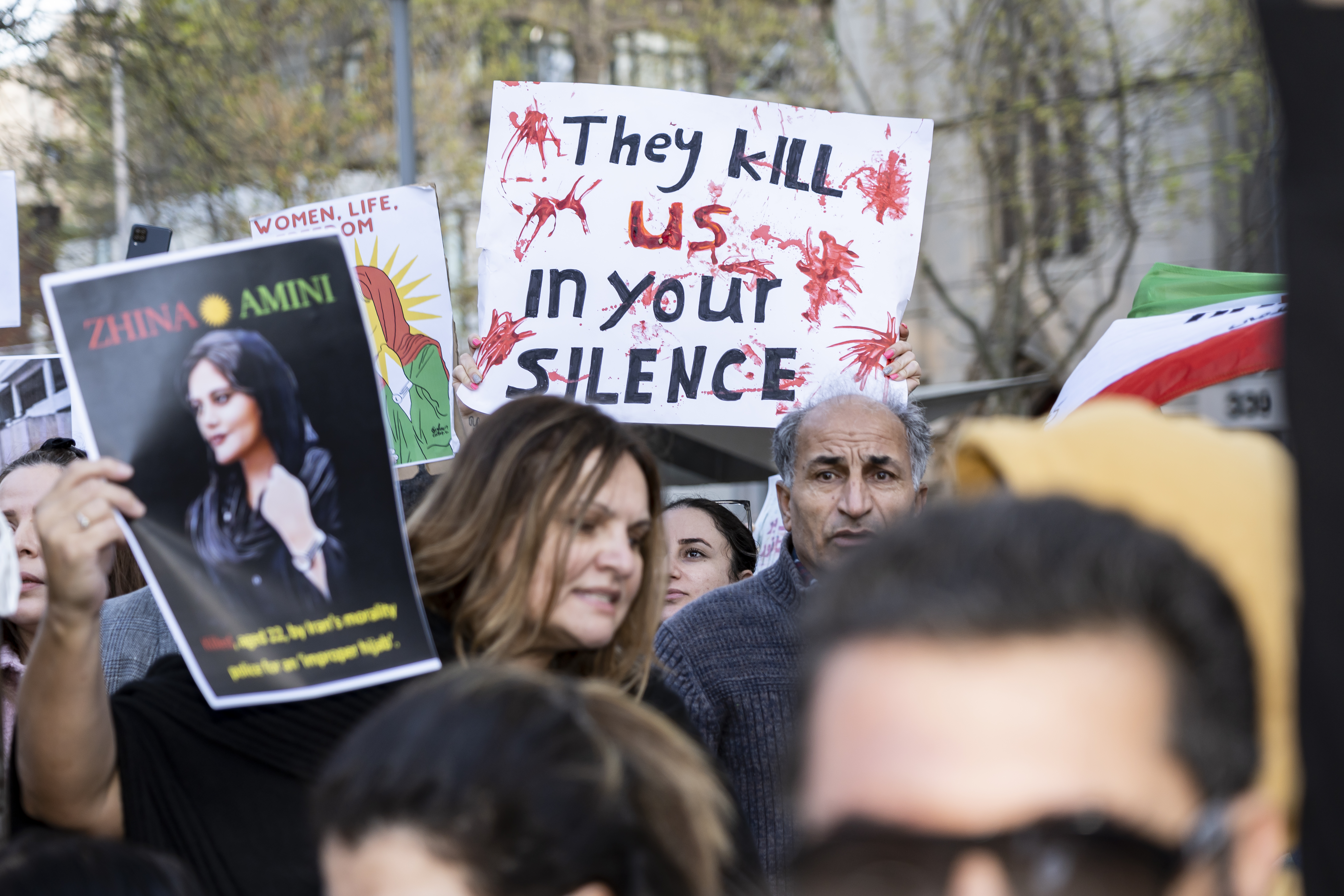
Proteste, Melbourne 2022

Schon die ersten Nachrichten von Jina Aminis Koma und Tod riefen im Iran große Empörung hervor. Wegen der täglichen Gewalt gegen Frauen und Minderheiten im Land machten viele Iraner die Sittenpolizei für ihren Tod verantwortlich. Iranische Prominente und reformorientierte Politiker verurteilten deren Vorgehen, verglichen Jina Aminis Tötung mit dem Polizistenmord an dem schwarzen US-Amerikaner George Floyd und forderten den obersten Führer Irans, Ayatollah Ali Chamenei, zur Stellungnahme auf.
Am 16. September 2022 bildete sich eine Protestversammlung am Kasra-Krankenhaus. Daraufhin schickte das Regime Polizeikräfte dorthin und riegelte die Gegend ab. Am 17. September 2022 wurde die Tote zur Bestattung in ihre Heimatstadt Saqqez überführt. Die Familie musste sie ohne jede Zeremonie bestatten. Dennoch versammelten sich Hunderte dort, riefen unter anderem „Tod dem Diktator“, rissen Plakate von Ali Chamenei ab und machten so die Islamische Republik insgesamt, nicht nur Ebrahim Raisis Regierung, für Jina Aminis Tod verantwortlich. Kurdische Aktivisten riefen zu einem Generalstreik auf. In den nächsten Tagen griffen die Proteste auf mehrere Großstädte im Iran über, vor allem in der Provinz Kurdistan. Aus Protest gegen Aminis Tod und Solidarität mit ihr schnitten bekannte Iranerinnen ihre Haare ab und verbreiteten Videos und Fotos davon im Internet.
In den folgenden Monaten erfassten die Proteste hunderte Städte, alle Universitäten und Landesteile des Irans. Es entstand die größte Protestwelle in der Islamischen Republik Iran seit deren Gründung 1979. Das Regime führte diese traditionell auf ausländische Drahtzieher zurück und wies die Basidischi-Milizen und die Iranische Revolutionsgarde zu hartem Vorgehen gegen die Demonstranten an. Die Regimekräfte töteten Hunderte durch Schüsse, Knüppel, Folter, verweigerte medizinische Hilfe oder Hinrichtungen, und inhaftierten Zehntausende. Bis zum 8. Dezember 2022 registrierte die Menschenrechtsorganisation HRANA 481 namentlich bekannte sowie etwa 130 unbekannte Todesopfer der Proteste im Iran ab September 2022.

### Rechtliche und politische Reaktionen
Am 16. September 2022, nachdem Jina Aminis Tod bekannt geworden war, drückte Javaid Rehman, Sonderberichterstatter der Vereinten Nationen, tiefe Trauer über das Verhalten des Iranregimes gegen sie aus. Das Ereignis sei ein Zeichen der weitverbreiteten Missachtung von Menschenrechten in Iran. Die Menschenrechtsorganisation Amnesty International (AI) forderte, die Vorwürfe von Folter und Misshandlung Aminis in Haft strafrechtlich zu untersuchen und alle beteiligten Staatsbeamten gerecht zu bestrafen. Iran Human Rights (IHR) forderte vom UN-Menschenrechtsrat, eine internationale Kommission zur Ermittlung der Fakten dieses Falls einzusetzen. Angesichts der bekannten Praxis des Regimes, Straftaten seiner Kräfte zu tarnen, sei es egal, welche Todesursache das Regime bei Jina Amini behaupte. Hier sei ein Mord geschehen, für den Ali Chamenei als religiöser Führer, Ebrahim Raisi als Staatspräsident und die Polizei unter beider Kommando verantwortlich seien.
Am 18. September 2022 bestritt der iranische Innenminister Ahmad Vahidi Gewaltanwendung gegen Jina Amini. Laut der staatlichen Nachrichtenagentur IRNA sprach Staatspräsident Ebrahim Raisi der Familie telefonisch sein Beileid aus und ordnete eine Untersuchung des Falls an. Der Enkel des früheren Obersten Führers Ruhollah Chomeini schrieb auf Instagram, die Nachricht vom Tod Aminis verletze die Gefühle der Gesellschaft. Die iranische Justiz dürfe den Tätern nicht gleichgültig gegenüberstehen. Der ehemalige iranische Staatspräsident Mohammad Chatami warf der Sittenpolizei auf Twitter vor, ihre Methoden verstießen gegen die Scharia und müssten beendet werden. Teherans Polizeichef Hossein Rahimi, zugleich Justizminister des Landes, nannte Aminis Tod in Haft ein „unglückliches Ereignis“, das er nicht wiederholt haben wolle. Die Augenzeugenberichte zu Polizeischlägen auf Amini seien „feige Anklagen“.
Am 22. September 2022 forderte AI von der damaligen UN-Vollversammlung einen unabhängigen internationalen Untersuchungs- und Rechenschaftsmechanismus zu Straftaten von Regimekräften des Iran. Die dortige „systematische Straflosigkeit“ ermögliche willkürliche Verhaftungen, weit verbreitete Folter, absichtliche und gezielte Schüsse mit Schrotkugeln und scharfer Munition auf Demonstranten, außergerichtliche Hinrichtungen, andere rechtswidrige Tötungen und die brutale Niederschlagung von Protesten. Darauf müssten die UN reagieren und so der weltweiten Anteilnahme am Tod von Mahsa Amini konkrete wirksame Schritte folgen lassen. AI dokumentierte detailliert viele Augenzeugenberichte zu den gezielten Tötungen und sonstigen Straftaten der Regimekräfte bei Protesten seit Jina Aminis Tod. AI kritisierte, dass die iranischen Behörden zwar eigene Ermittlungen angekündigt, aber das Innenministerium damit beauftragt hatten und zugleich jedes eigene Fehlverhalten leugneten, also keine unabhängige und objektive Untersuchung des Todes von Jina Amini zuließen. Auch die deutsche Bundesregierung forderte, die UNO solle Aminis Todesumstände untersuchen. Die US-Regierung verhängte Sanktionen gegen einige Amtsträger des Iran-Regimes.
Die Menschenrechtsorganisation Human Rights Watch wertete Aminis Tod als „Indiz für abscheuliche Verkommenheit“ und forderte, das staatliche Hidschabgesetz für Frauen auszusetzen und andere Gesetze zugunsten der Frauenrechte zu verändern. Gleichzeitig nahm die staatliche Gewalt gegen die Proteste im Iran zu. In einigen Städten besetzten Demonstranten Polizeireviere und zündeten sie an.

### Gedenken und Ehrungen
Jina Aminis Grabstein vom 17. September 2022 trägt die eingravierte persische Inschrift: „Liebe Jina, du bist nicht tot. Dein Name wird ein Code sein.“ Anders übersetzt, lautet die Inschrift: „Liebe Jina, du wirst nicht sterben. Dein Name wird ein Symbol werden.“
Am Internationalen Tag zur Beseitigung von Gewalt gegen Frauen 2022 wurde im „Heilkräutergarten Hevrîn Xelef“ auf dem St.-Jacobi-Kirchhof I in Berlin-Neukölln ein Gedenkbaum für Jina Mahsa Amini gepflanzt. Die schwarze Maulbeere namens „Jina“ soll Aminis Vorlieben wie Tanzen und Musizieren symbolisieren. Ein Teilnehmer führte aus: „Weil sie liebte, wurde sie umgebracht. Auch die anderen Frauen kämpfen um Liebe und Freiheit. Auf das Massaker, das gegen sie verübt wurde, kann nur eine Revolution der Liebe, des Tanzes und der Freiheit folgen.“
Am 10. Dezember 2022, dem internationalen Tag der Menschenrechte, verliehen die Außenministerinnen Deutschlands und Frankreichs, Annalena Baerbock und Catherine Colonna, Jina Mahsa Amini postum den Deutsch-Französischen Preis für Menschenrechte und Rechtsstaatlichkeit.
Am ersten Jahrestag des gewaltsamen Todes von Jina Amini, am 16. September 2023, verhinderte ein Großaufgebot an iranischen Sicherheitskräften in ihrer Heimatstadt eine geplante Trauerzeremonie. Ihr Vater Amdschad Amini wurde nach Angaben von Menschenrechtsaktivisten vorübergehend festgenommen, als er sein Haus in Saqqez verließ. Nach Angaben der von Oppositionellen im Exil betriebenen Website Iran Wire wurde er später freigelassen und unter Hausarrest gestellt. Revolutionswächter versperrten den Zugang zum Friedhof von Saqqez. Die kurdische Modedesignerin Lara Dizayee widmete Jina Mahsa Amini ihre Fire Kollektion.
Die Stadt Wien hat 2023 zum Andenken an Jina Mahsa Amini eine Verlängerung der Barbara-Prammer-Allee nach ihr benannt. Sie liegt im nördlichen Teil der Seestadt Aspern in Donaustadt.
Am 21. September 2023 wurde in Hannover der Stephanusplatz in Jina-Mahsa-Amini-Platz benannt und am 24. Januar 2024 eingeweiht. Am 16. September 2024 wurde in Frankfurt am Main der Vorplatz des Günthersburgparks in Jina-Mahsa-Amini-Platz umbenannt. Am 25. November 2024 wurde der Vorplatz der Stadthalle Göttingen in Jina-Mahsa-Amini-Platz umbenannt. Ebenso wurde am 4. Juni 2025 der Vorplatz vor dem Focke-Museum in Bremen nach ihr benannt.
2023 wurde ihr posthum der Sacharow-Preis zuerkannt.

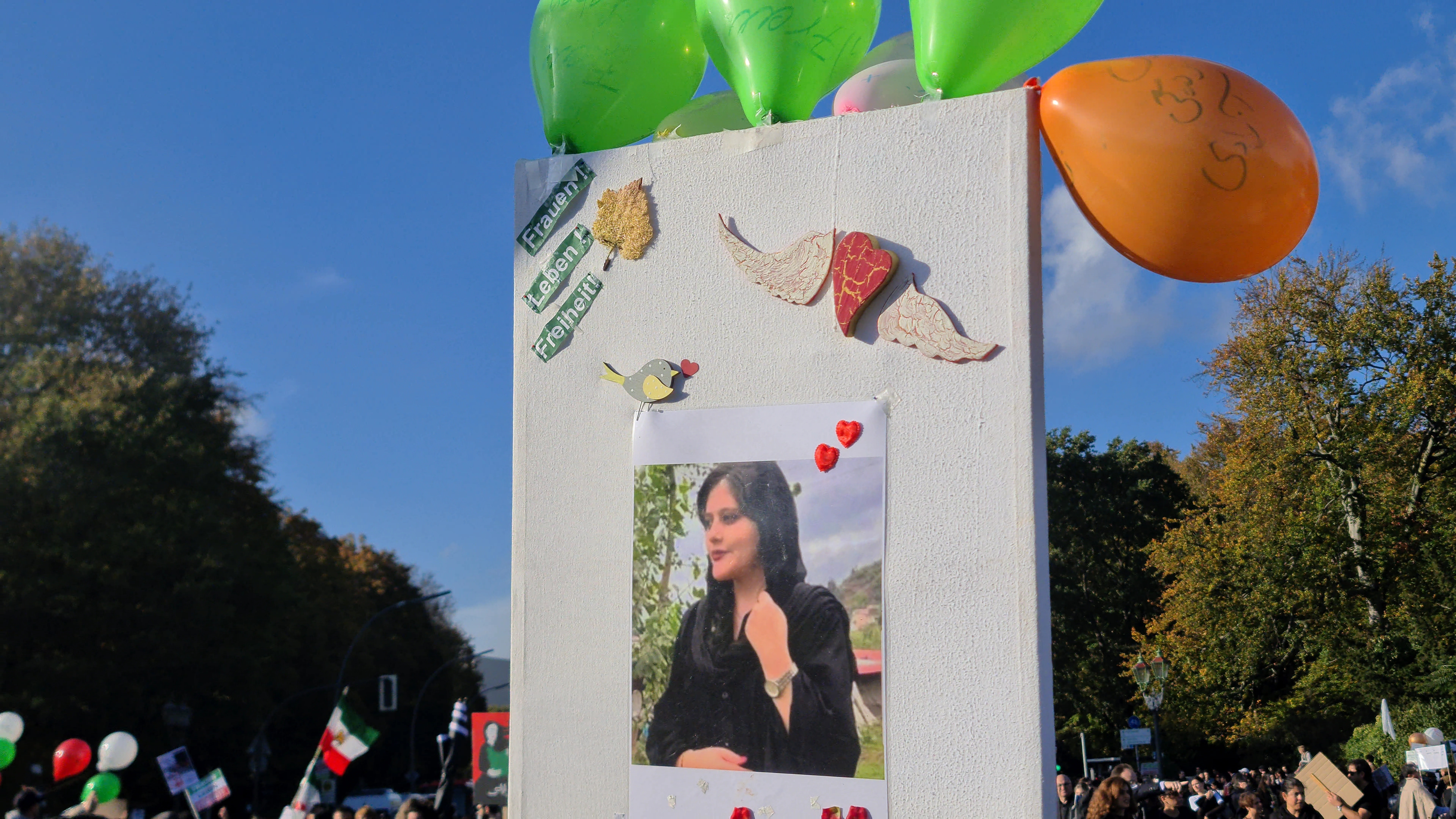
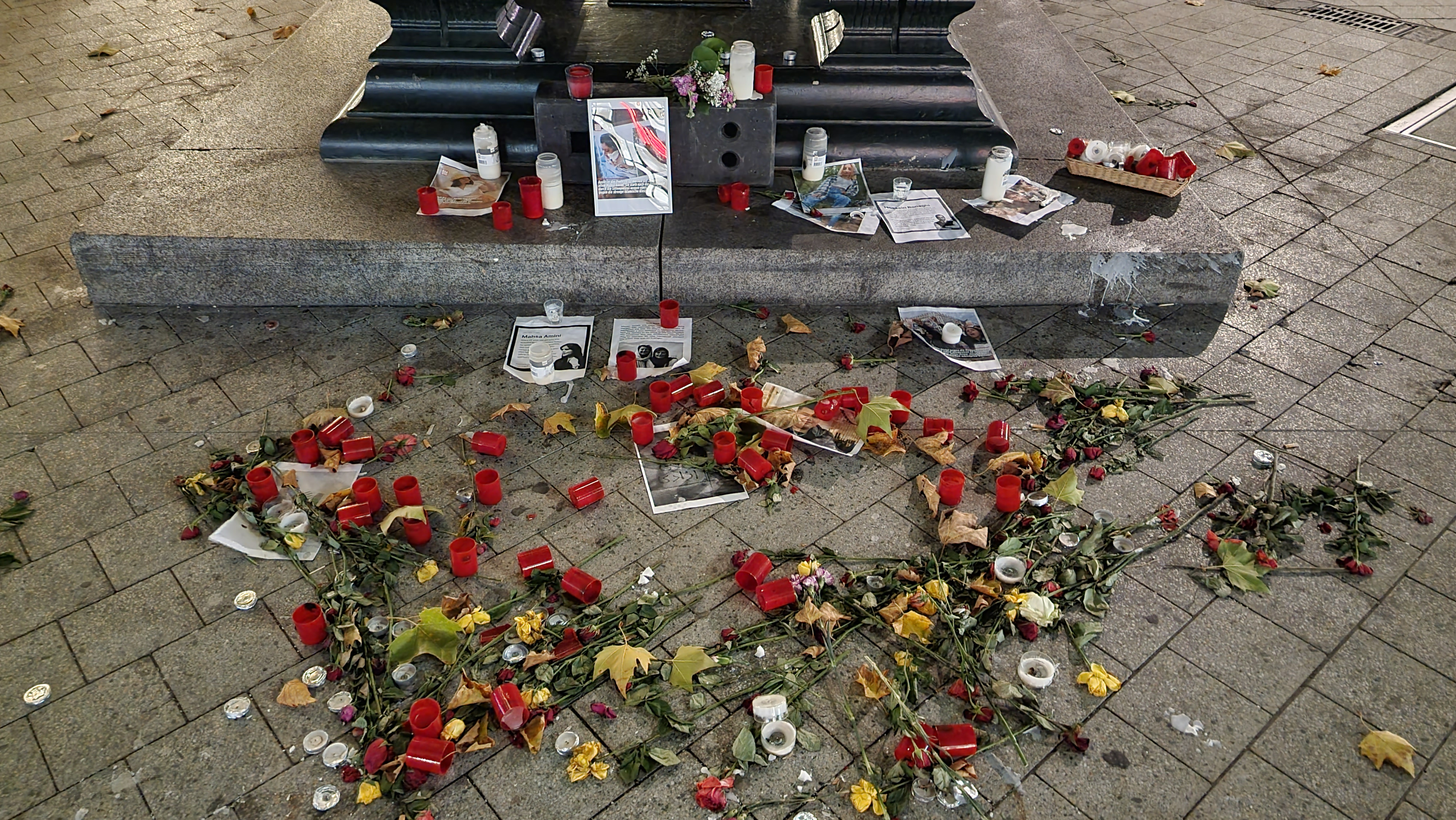
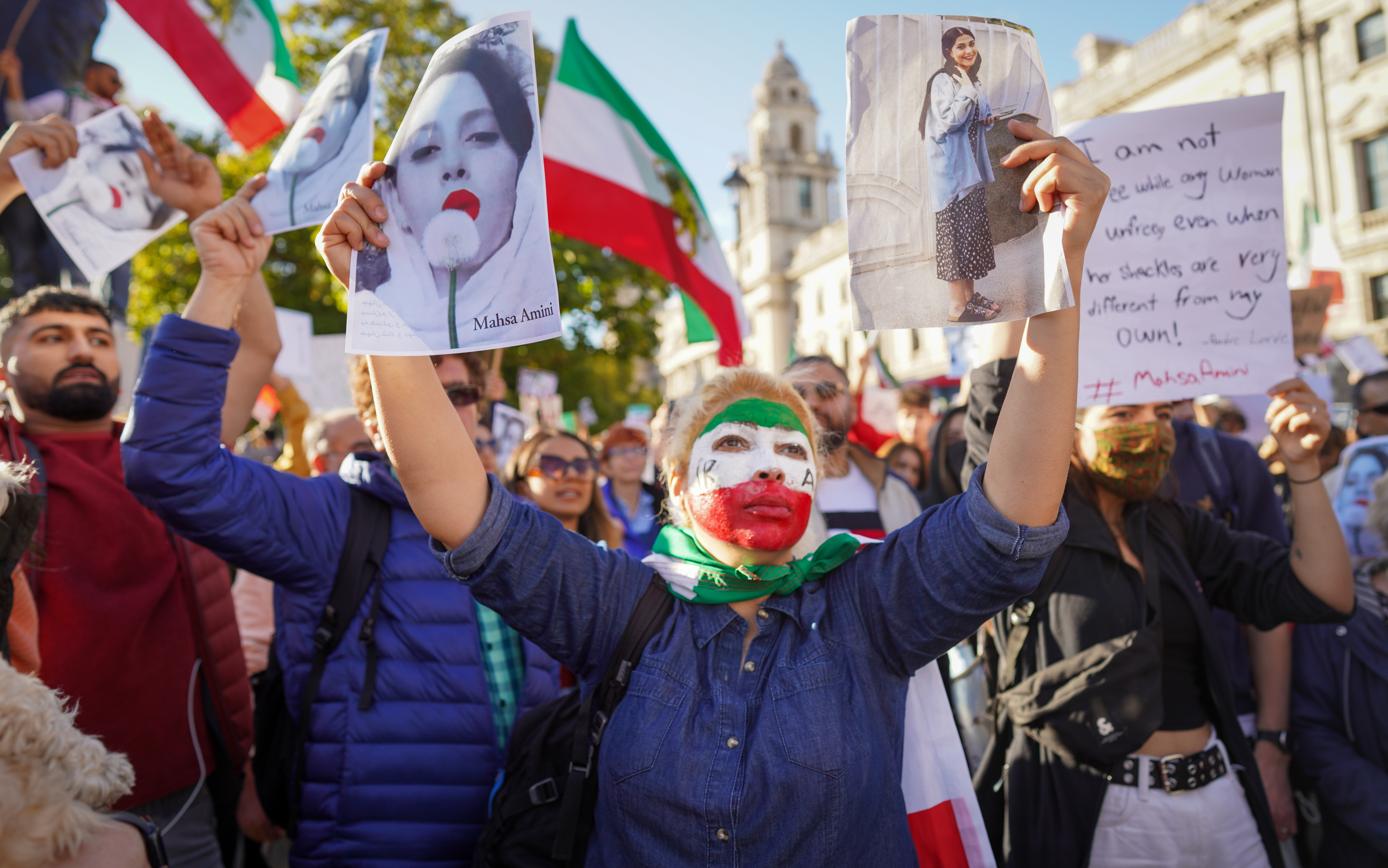
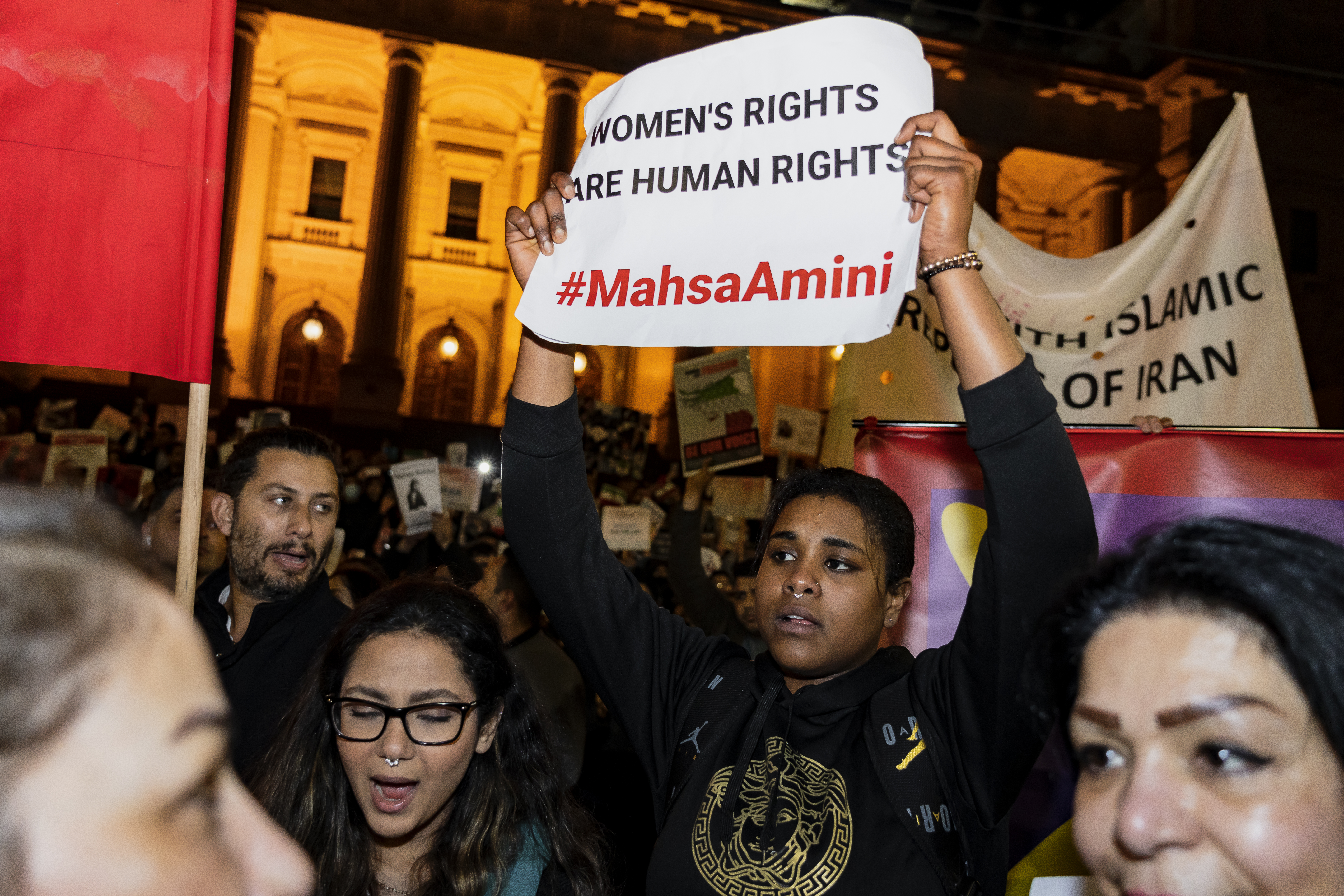
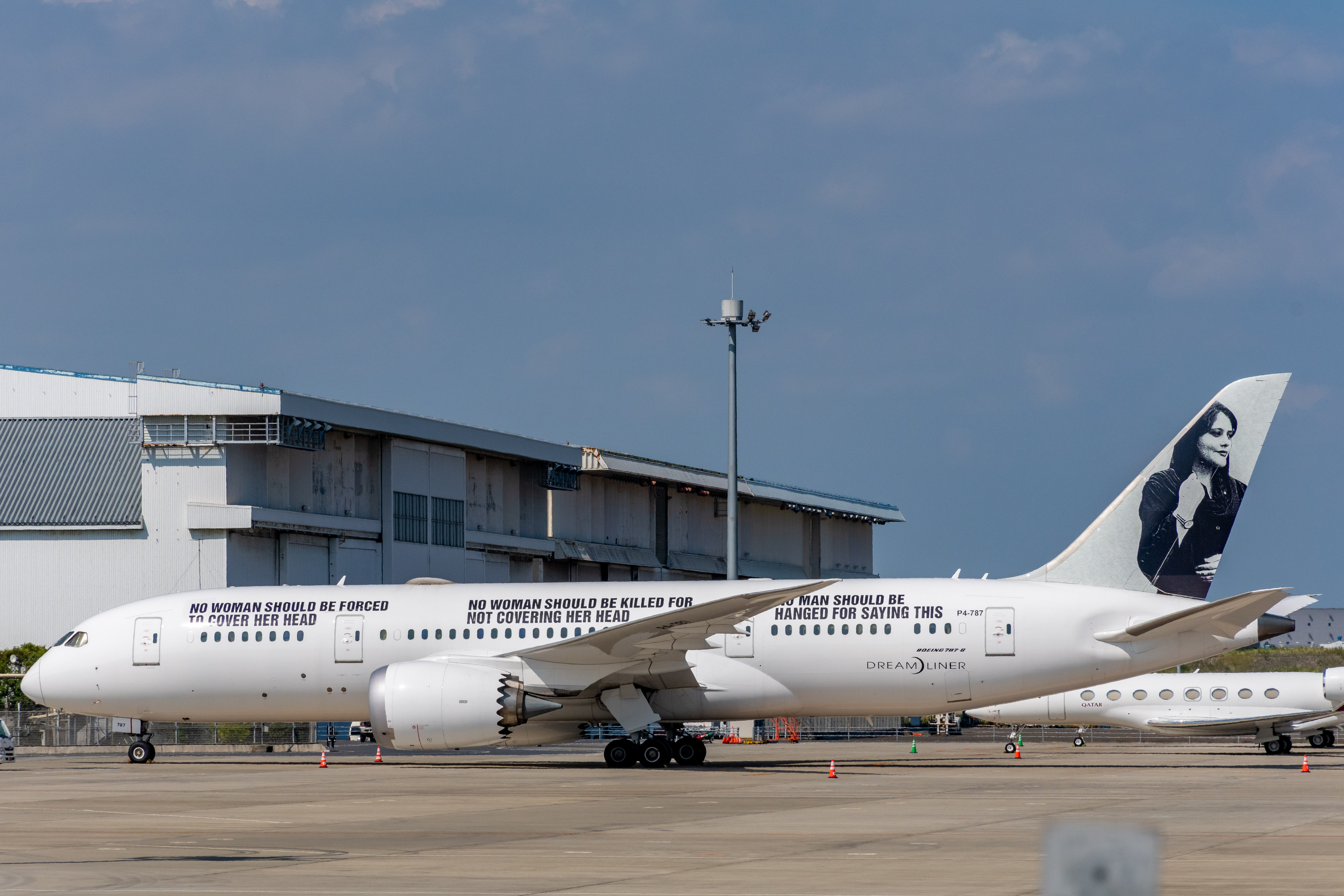
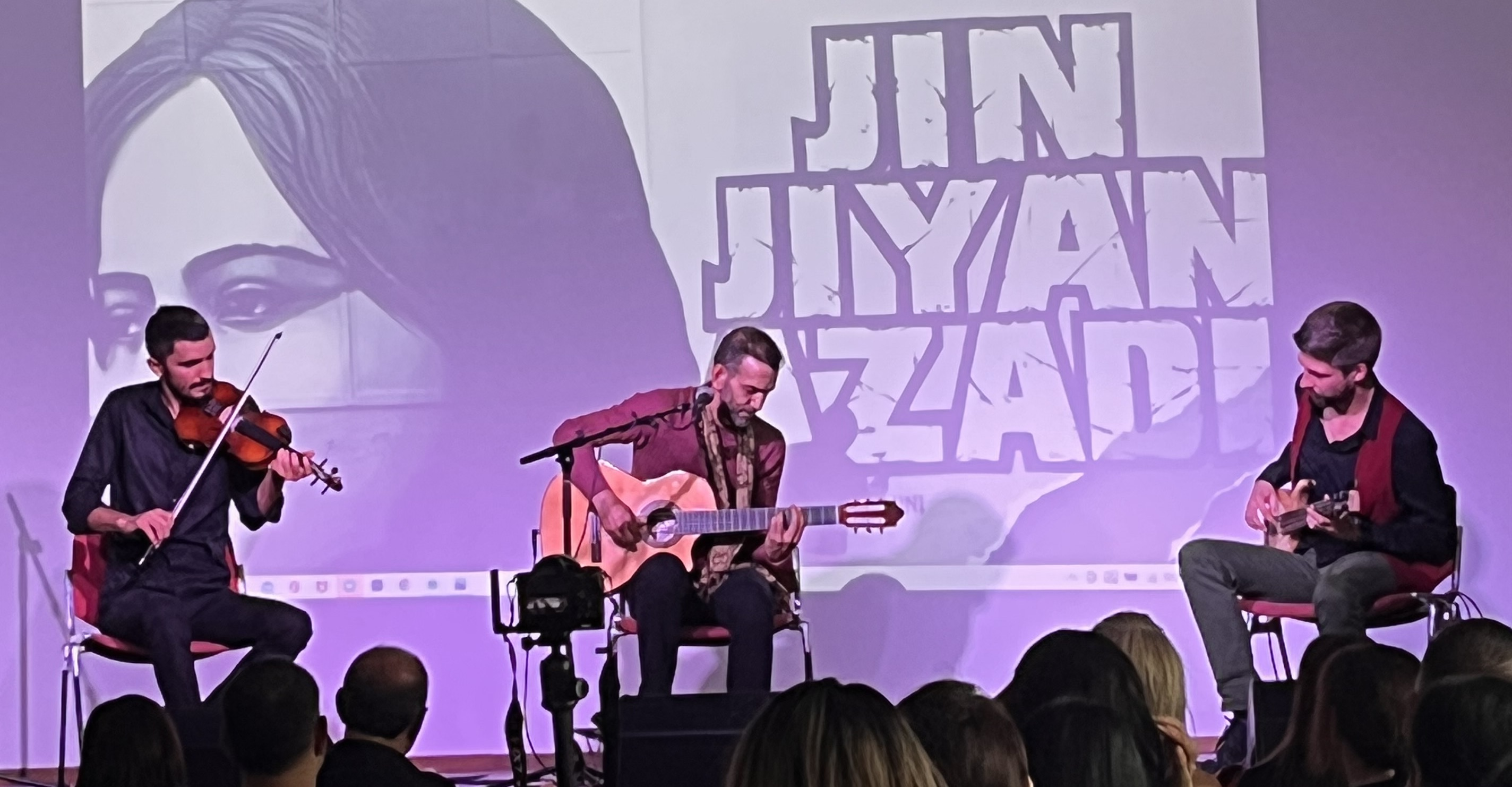
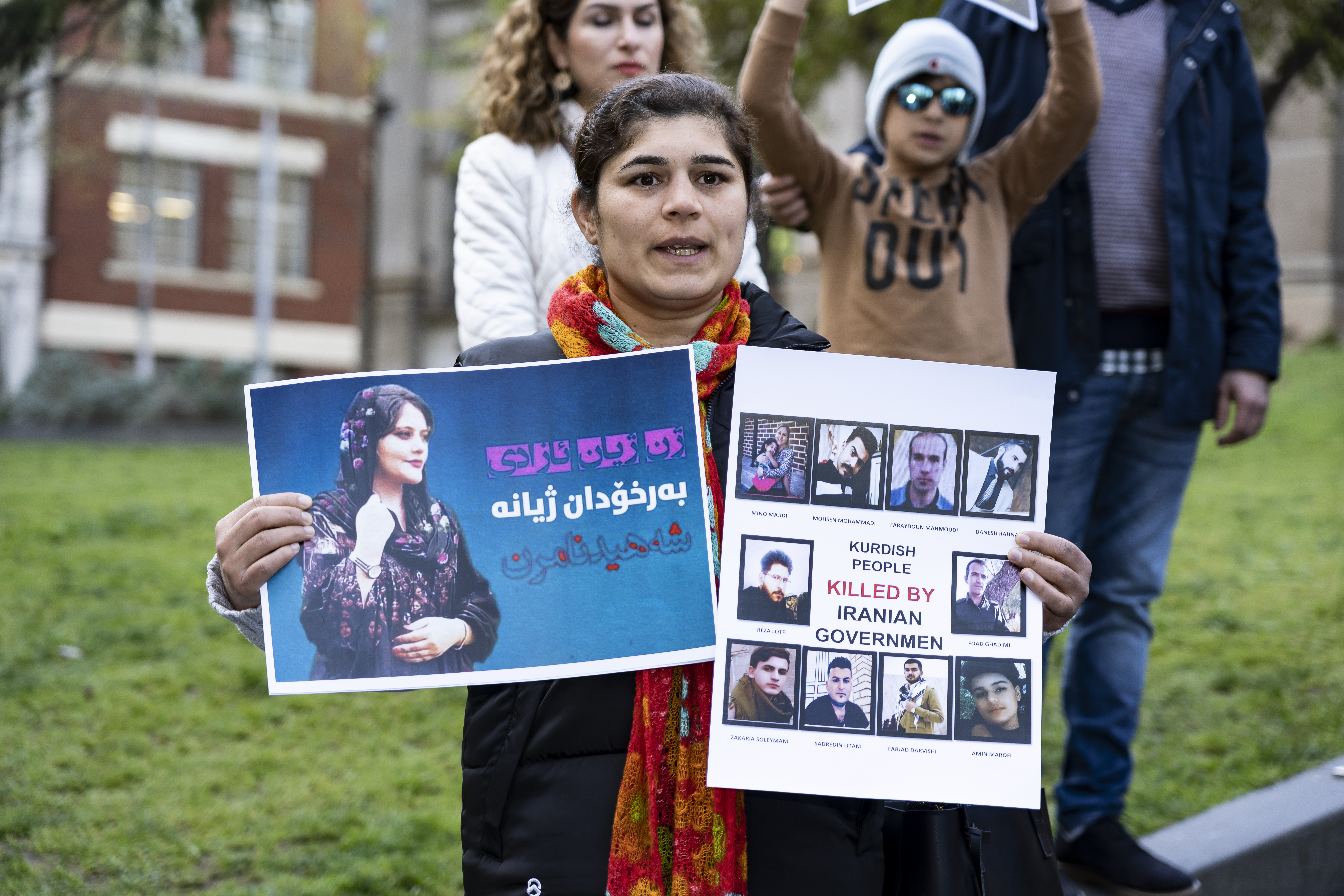